# ジャックリーの乱
ジャックリーの乱 (Jacquerie) は、1358年に百年戦争中のフランスで起こった大規模な農民反乱。

## 概要
反乱の名前は当時の貴族から農民に対する蔑称の「ジャック(Jacques)」に由来するとされる。これは農民が短い胴衣jaques を着ていたことからつけられたものだが、当時の年代記作者によって、当初、指導者名がジャック・ボノムと誤って伝えられたことに由来するという異説もある。
当時のフランス王国では、黒死病や貨幣の改悪、百年戦争のポアティエの戦いでの敗北により王権は失墜する一方で、農村においては傭兵団による略奪が横行し、本来は農民を守るべき貴族が重税を課すなど、農民の負担は増していた。
農民たちの不満が高まるなか、1358年5月末にサン＝ルー＝デスラン村 (Saint-Leu-d'Esserent) の村人たちが衝動的に徒党を組んで領主の館を襲撃し一族郎党を殺害、破壊や略奪行為に及んだ。
これをきっかけとして、ピカルディ、ノルマンディー、シャンパーニュなどフランス北東部で広範に農民の蜂起が広がり、叛乱した農民たちはそれぞれに指導者を選んで貴族、騎士、郷士を標的にして殺害し邸宅、城を破壊、略奪した。農民軍のスローガンは、「旦那たちを倒せ」であり領主は殺し、女は凌辱、子供は串刺しにして丸焼きにしたともいわれる。
その農民軍を統率するようになったのはギヨーム・カルル (Guillaume Carle／姓はカール Kale、カイエ Caillet、カレ Callet ともいわれる) であった。
カルルは、パリで叛乱を起こしたエティエンヌ・マルセルとの共闘を目指したが、数で勝る農民軍に正面から戦うのは危ういと考えたナバラ王シャルル (Charles le Mauvais) から休戦交渉を持ちかけられ、貴族軍の陣に赴いたところを捕らえられ、拷問にかけられ処刑された。カルルは農民であったため、貴族に対する扱いは適用されなかった。素人の烏合の衆でしかない農民軍は頭目を失ったことで混乱し、6月10日のメロの戦いで騎兵隊によって蹂躙され、あっさりと敗北した。反乱軍の農民たちは皆殺しにされ、反乱がおきた地域への貴族側の報復は徹底され農村は荒廃した。
その残虐さの記憶は、人々の心に刻まれ再発の恐怖は近世までフランスの農村にあった。近代になると再評価する者も現れた。すなわち領主による農民を保護する機能の低下が反乱の底流として指摘できよう。すなわちこの乱は農民の自己の共同体慣行と文化、日常的生存を守ろうとする自衛の蜂起であり、領主権力の衰退と農村共同体の自立（成長）の反映と見ることができる。

## 小説
- 『赤目のジャック』（文庫化に当たって改題。旧題『赤目－ジャックリーの乱』）佐藤賢一　- ギヨーム・カルルとは別に反乱を煽動した「ジャック・ボノム」がいたという視点で描かれる。